# Numerieke besturing
Numerieke besturing is het met behulp van coördinaten besturen van gereedschappen.
NC wordt bijvoorbeeld gebruikt bij bewerkingen als draaien en frezen, bij plaatbewerkingsmachines en industriële robots. Het belangrijkste toepassingsgebied is de computer numerical control.

## Algemeen
Bij het verspanend bewerken van werkstukken op gereedschapmachines spelen twee soorten bewegingen een rol: 
- de snijsnelheid en
- de te beschrijven baan van het gereedschap en werkstuk ten opzichte van elkaar.

De snijsnelheid wordt veelal verkregen door een rotatie van gereedschap (boormachine, freesbank) of werkstuk (draaibank). De werkstukvorm ontstaat door gereedschap en werkstuk langs elkaar te bewegen, meestal met behulp van sleden. 
De eerste stap om de inspanningen van de bediener te verlichten is het mechaniseren van de snijsnelheid. De tweede stap is het automatiseren van de te beschrijven baan. Bij rechtlijnige bewegingen kan dat eenvoudig door het mechanisch aandrijven van sleden. Met behulp van verstelbare aanslagen kunnen sledebegrenzingen worden vastgelegd. Om gebogen banen te kunnen beschrijven zijn meer inspanningen nodig. 
Aanvankelijk zijn daarvoor kopieermechanismen bedacht, waarbij tasters de vorm van mallen (curveschijven bij draaibanken, sjablonen bij freesbanken) overbrengen op het werkstuk. Omdat het maken van dergelijke mallen tijdrovend en kostbaar is, is gezocht naar flexibeler systemen. Dit heeft geleid tot de numerieke besturing en later de computer numerical control.

## Ontstaansgeschiedenis
In de jaren 1949-1952 werd bij het MIT (Massachusetts Institute of Technology) een systeem ontwikkeld om gereedschappen een baan langs een reeks coördinaten te laten beschrijven. Daarvoor werd gebruikgemaakt van een in 1946 ontwikkelde elektronische digitale rekenmachine (computer), de met behulp van elektronenbuizen gebouwde ENIAC.
Bij de eerste met dit systeem uitgeruste machine, een Cincinnati Hydrotel uit 1952, zorgde een computer voor het geven van (vooraf geprogrammeerde) bewegingsopdrachten, controleerde die bewegingen met behulp van op de sleden aangebrachte meetsystemen en corrigeerde die bij afwijkingen. Ook toerentallen en bewerkingssnelheden werden geprogrammeerd.
Om de vaak ingewikkelde bewerkingsprogramma’s (bijvoorbeeld vleugelprofielen) te kunnen maken werd in 1958 een computerprogramma ontwikkeld: APT (Automatic Programming of Tools). Daarin vastgelegde codes worden vaak nu nog gebruikt. Voor het overbrengen van NC-programma’s van programmeersysteem naar de NC-machine werden aanvankelijk ponsbanden gebruikt.
Wanneer in 1968 de eerste IC’s (Integrated Circuits) beschikbaar komen ter vervanging van elektronenbuizen worden numerieke besturingen plotseling goedkoper, kleiner en betrouwbaarder, waardoor het aantal toepassingen sterk toeneemt. Zelfs relatief eenvoudige processen, zoals het boren of ponsen van een gatenpatroon of het buigen van pijpen, worden nu op NC-machines uitgevoerd, waarmee het maken van boormallen overbodig wordt. Het programmeren daarvan kan dan zelfs zonder computerhulp, door bewegingsopdrachten op een programmeerformulier in te vullen en daar met behulp van een teletype een ponsband te maken (handprogrammering).

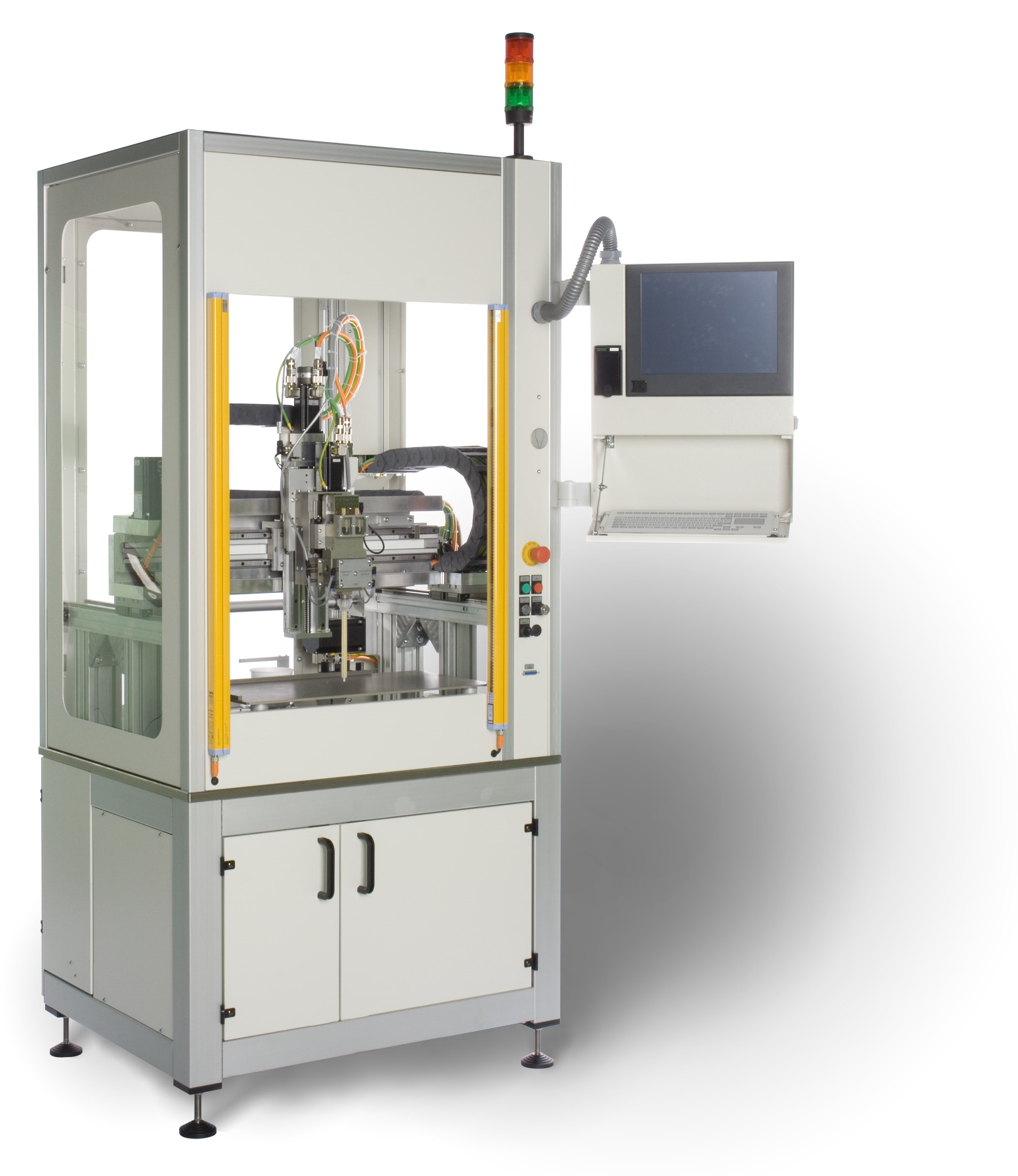
Voorbeeld van Rapid Prototyping: CNC machine voor het gieten van gecompliceerde kunststofmodellen (Scheugenpflug AG)

Een volgende ontwikkeling is de toepassing van computers in machinebesturingen, eerst minicomputers (1972) en kort daarop ook microcomputers. Vanaf dat moment spreken we over CNC (Computerized Numerical Control). Dat heeft een ware omwenteling op NC-gebied tot gevolg. De belangrijkste voordelen zijn:

- Besturingen worden kleiner en goedkoper;

- Besturingen worden flexibeler (geen machinespecifieke besturingen meer nodig: door een ander sofwarepakket voor meer toepassingen bruikbaar)

- Aantal te besturen assen eenvoudig uit te breiden, zoals bij freesunits op draaibanken of bij industriële robots met veel vrijheidsgraden (bewegingsmogelijkheden)

- De besturing kan nu ook worden ingezet als programmeerstation, door deze uit te rusten met een dialoogprogramma en een grafisch beeldscherm, waarop ook gesimuleerd kan worden

- Het overbrengen en archiveren van NC-programma’s is veel eenvoudiger en betrouwbaarder via lijnverbindingen, netwerken of ingebouwd geheugen (geen ponsbanden meer nodig).

## CAD, CAM
Wanneer NC-programmering, archivering, NC-bewerking, gereedschapbeheer en werkplaatsplanning in één computersysteem zijn ondergebracht spreekt men wel van CAM (computer-aided manufacturing). Vindt het ontwerpen van producten met computerhulp plaats dan wordt over CAD gesproken (computer-aided design). Zijn de computersystemen van ontwerpafdeling en productieafdeling met elkaar verbonden (bijvoorbeeld via internet), dan wordt de afkorting CAD/CAM gehanteerd.
Een moderne toepassing van CAD/CAM is Rapid Prototyping, waarbij van een nieuw (met CAD) ontworpen product een prototype wordt gemaakt door dit op een speciale (NC-)machine uit laagjes kunststof op te bouwen. Het computerontwerp wordt daarbij direct aan de RP-machine aangeboden, waarna een prototype al na enkele uren beschikbaar is. Deze techniek wordt bijvoorbeeld ook met succes toegepast in de medische wereld. De Belgische firma Materialise heeft daartoe software ontwikkeld waarmee met behulp van in een ziekenhuis gemaakte CT- en MRI-scans modellen gemaakt kunnen worden van het menselijk lichaam. Daarmee kunnen bijvoorbeeld implantaten op maat gemaakt worden of gecompliceerde operaties zoals schedelcorrecties buiten het lichaam worden voorbereid.